# Goodbye Town
«Goodbye Town» — песня американского кантри-трио Lady Antebellum. Она была выпущена 13 мая 2013 года вторым синглом из их пятого студийного альбома Golden. Песня была написана участниками группы Хиллари Скотт, Чарльзом Келли и Дэйвом Хейвудом, а также Джошем Киром. Ведущий вокал в ней исполняет Келли, а также частично Скотт.

## История
Песня рассказывает о разрыве отношений, рассматриваемом преимущественно с точки зрения мужчины, который видит достопримечательности своего города и выражает желание уехать, потому что каждый его аспект напоминает ему о возлюбленной. Соавтор Джош Кир поделился идеей песни с группой Lady Antebellum во время сессии сочинения, черпая вдохновение в опыте девушки, с которой он расстался на последнем курсе колледжа. Он и три участника группы Lady Antebellum написали песню во время их тура Own The Night.

## Отзывы
Билли Дьюкс из Taste of Country дал песне четыре звезды из пяти, написав, что «рост Lady Antebellum — и без того одной из ведущих групп в кантри — так же воодушевляет, как и эта новая музыка». Он похвалил «свежее продюсирование» песни и назвал вокал «приятно неожиданным». Джозеф Хадак из Country Weekly был менее благосклонен, заявив, что песня обладает «серьёзностью, которая совсем не кричит о летних хоровых песнях. Её темп кажется чрезмерно размеренным, а фортепианный пауз в середине вызывает в памяти всё то, что было отягощено фрагментами альбомов Need You Now и Own the Night». Хадак похвалил «грубоватый» голос Келли и «уа-о-о» в конце, в конечном итоге поставив песне оценку C+.

## Музыкальное видео
Режиссёром клипа выступил Питер Завадил, съёмки проходили в Нашвилле. Премьера состоялась на Шоу Эллен Дедженерес 13 мая 2013 года.

## Позиции в чартах
«Goodbye Town» дебютировал на 46-м месте в американском чарте Billboard Country Airplay за неделю 25 мая 2013 года и на 36-м месте в американском чарте Billboard Hot Country Songs за неделю 1 июня 2013 года. Он также дебютировал на 98-м месте в американском чарте Billboard Hot 100 и на 95-м месте в канадском чарте Canadian Hot 100.

| Чарт (2013—2014)                    | Высшая позиция |
| ----------------------------------- | -------------- |
| Канада (Billboard Canadian Hot 100) | 77             |
| Канада (Billboard Country)          | 11             |
| США (Billboard Hot 100)             | 80             |
| США (Billboard Country Airplay)     | 11             |
| США (Billboard Hot Country Songs)   | 22             |

| Чарт (2014)                        | Позиция |
| ---------------------------------- | ------- |
| США (Country Airplay, Billboard)   | 50      |
| США (Hot Country Songs, Billboard) | 64      |